# Anatoli Jemeljanowitsch Sliwko
Anatoli Jemeljanowitsch Sliwko (russisch Анатолий Емельянович Сливко; * 28. Dezember 1938 in Isberbasch; † 16. September 1989 in Nowotscherkassk) war ein sowjetischer Serienmörder, der für schuldig befunden wurde, in der Umgebung der russischen Stadt Stawropol zwischen 1964 und 1985 sieben Jungen ermordet und mindestens sieben weitere sexuell missbraucht zu haben. Er wurde 1989 hingerichtet.

## Früheres Leben und erste Vergehen
Sliwko war verheiratet und der Vater von zwei Kindern. Er war ein angesehenes Mitglied der Gesellschaft und bekam Auszeichnungen für einige seiner Filme, die er in seiner Freizeit drehte. Außerdem war er Leiter eines „Kinderclubs“ namens „Tschergid“ (russisch: ЧЕРГИД, eine Abkürzung für „Через горы, реки и долины“ = „Über Berge, Flüsse und Täler“).
1961 wurde Sliwko Augenzeuge eines schweren Verkehrsunfalls, bei dem ein Jugendlicher, der eine Uniform der sowjetischen Pionierorganisation trug, verbrannte und somit ums Leben kam. Da ihn der Vorfall sexuell erregte, versuchte er seitdem, so wie viele Serientäter auch, die Erregung und das Gefühl des ersten Vorfalls nochmals neu zu erleben: zuerst versuchte er sich allein durch den Geruch von Benzin und Feuer dorthin zurückzuversetzen. Als ihm das jedoch nicht mehr genügte, fing er schon bald an, seine Position in dem Kinderclub, den er leitete, auszunutzen: ein bis zwei Mal im Jahr versuchte er das Vertrauen eines der Kinder für sich zu gewinnen. Sobald ihm dies gelungen war, erzählte er ihm von einem Experiment, bei dem es darum ging, durch kontrollierte Strangulation bis zur Bewusstlosigkeit das Dehnen der Wirbelsäule zu erreichen. Er beteuerte, dass er sie sofort danach wiederbeleben würde und ihnen keine Gefahr drohte.
Innerhalb von 21 Jahren überredete er insgesamt 43 Jungen im Alter von 13 bis 17 Jahren zu diesem Experiment. Während die Jungen ohnmächtig waren, streichelte und liebkoste er sie. All das nahm er auf Video auf und fotografierte die Opfer während der Tat. Außerdem zog er all seinen Opfern die Schuhe aus und behielt diese als Erinnerungsstücke für sich. In 36 dieser Fälle belebte er die Jungen wieder und brachte sie mit der Aussage, dass sie viel Glück hätten, noch am Leben zu sein, zum Schweigen. Niemand traute sich, ihn zu verraten.

## Die Morde
Sieben „Experimente“ von Sliwko endeten tödlich. Sein erstes Opfer ermordete er 1964, es handelte sich um einen nicht identifizierbaren obdachlosen Jungen, vermutlich 15 Jahre alt. Sliwko beharrte bis zum Ende auf der Aussage, dass er sein erstes Opfer unbeabsichtigt tötete. Nachdem der Versuch, den Jungen wiederzubeleben, gescheitert war, zerteilte er seinen Körper, vergrub ihn und zerstörte jegliches Foto- und Videomaterial, das er davon gemacht hatte. Bei weiteren Mordopfern zerstückelte Sliwko ihre Körper, schüttete Benzin darüber und steckte sie in Brand.
Neun Jahre später, am 14. November 1973, wurde der 15-jährige Alexander Nesmejanow aus der im Süden der RSFSR gelegenen Stadt Newinnomyssk sein nächstes Opfer. Zwei weitere Jahre nach diesem Mord, am 11. Mai 1975, verschwand der 11-jährige Andrej Pogasjan. Die Mutter des Jungen berichtete der Polizei, dass ihr Sohn vorgehabt hatte, bei einem Videoprojekt mitzumachen, die ein Mann in einem naheliegenden Wald aufnehmen würde. Doch die Mitarbeiter der Polizei schenkten diesem Hinweis keine Beachtung, da sie Sliwko persönlich kannten und sich nicht vorstellen konnten, dass ein gesellschaftlich anerkannter Pädagoge wie er, der für seine ausgezeichneten Amateurfilme bekannt war, etwas mit dem Verschwinden des Kindes zu tun haben könnte.
Ein weiteres Opfer war der 15-jährige Slawa Chowistik, der im Jahre 1982 von Sliwko getötet wurde. Sein nächstes und auch letztes Opfer wurde am 23. Juli 1985 der 13-jährige Sergej Pawlow. Vor seinem Verschwinden erzählte er seinem Nachbarn von dem Vorhaben, den Leiter von „Tschergid“ zu treffen.

## Festnahme und Hinrichtung
Im November 1985 untersuchte die Staatsanwältin Tamara Langujewa das Verschwinden von Sergej Pawlow und sah sich aufgrund des Hinweises vom Nachbarn des Opfers die Aktivitäten von Sliwkos Club genauer an. Jedoch fand sie keinen weiteren Beleg dafür, dass dort etwas Illegales stattfinden würde. Die Anwältin befragte mehrere Jungen, die dem Club angehörten. Schließlich äußerten sich einige, dass sie unter temporärer Amnesie gelitten haben und Sliwko einige Experimente an ihnen praktiziert hätte.
Nach langen Ermittlungen wurde Anatoli Sliwko im Dezember 1985 verhaftet und wegen siebenfachen Mordes, sieben Fällen sexuellen Missbrauchs und Nekrophilie angeklagt. Im Januar und Februar 1986 führte er die Ermittlungsleiter zu den Orten, wo er sechs der sieben Leichen seiner Opfer vergraben hatte, war jedoch nicht imstande, den Körper seines ersten Opfers zu lokalisieren. Er wurde 1986 zum Tode verurteilt und verbrachte die drei Jahre bis zur Vollstreckung im Todestrakt des Gefängnisses von Nowotscherkassk. Im Jahre 1989 wurde er von der Polizei zum Fall des Serienmörders Andrei Tschikatilo befragt, der 53 Kinder und Frauen ermordet hatte. Anatoli Sliwko wurde nur wenige Stunden, nachdem er von der Polizei dazu befragt wurde, durch einen Kopfschuss hingerichtet.